# Hypochrysops seuthes
Hypochrysops seuthes is een vlinder uit de familie van de Lycaenidae. De wetenschappelijke naam van de soort is voor het eerst geldig gepubliceerd in 1891 door Salvin.